# Championnat des Pays-Bas de rugby à XV 2016-2017
Navigation
Championnat 2015-2016 Championnat 2017-2018
Le Championnat des Pays-Bas de rugby à XV 2016-2017 appelé Ereklasse 2016-2017, oppose les douze meilleures équipes néerlandaises de rugby à XV. Il débute le 10 septembre 2016 pour s'achever par une finale disputée le 20 mai 2017.

## Les clubs de l'édition 2016-2017
Les douze équipes qui participent à l'Ereklasse sont :
| Amstelveen Ascrum Castricum 't Gooi Den Haag Hilversum The Hookers Leyde Oemoemenoe The Dukes Waterland The Bassets |

| Équipe          | Stade                 | Capacité | Ville            |
| --------------- | --------------------- | -------- | ---------------- |
| Amstelveense RC | Sportlaan             |          | Amstelveen       |
| ASRV Ascrum     | De Eendracht          |          | Amsterdam        |
| Castricumse RC  | Wouterland            |          | Castricum        |
| RC The Bassets  |                       |          | Sassenheim       |
| RC 't Gooi      | Sportvereniging 'NVC' |          | Naarden          |
| Haagsche RC     | Bouwmeesterlaan       |          | La Haye          |
| RC Hilversum    | Sportpark Berestein   |          | Hilversum        |
| RC The Hookers  | De Rondgang           |          | Hoek van Holland |
| LRC DIOK        | Smaragdlaan           |          | Leyde            |
| EZRC Oemoemenoe | Breeweg               |          | Middelbourg      |
| RC The Dukes    | Pettelaer             |          | Bois-le-Duc      |
| RC Waterland    | Van IJsendijkstraat   |          | Purmerend        |

## Première phase

### Classement
| Rang | Club             | J  | V  | N | D | Pm  | Pe  | Diff | Pts |
| ---- | ---------------- | -- | -- | - | - | --- | --- | ---- | --- |
| 1    | RC Hilversum (T) | 11 | 11 | 0 | 0 | 453 | 143 | +310 | 55  |
| 2    | RC 't Gooi       | 11 | 10 | 0 | 1 | 346 | 115 | +231 | 47  |
| 3    | Haagsche RC      | 11 | 7  | 0 | 4 | 269 | 220 | +49  | 33  |
| 4    | Castricumse RC   | 11 | 6  | 1 | 4 | 290 | 215 | +75  | 33  |
| 5    | EZRC Oemoemenoe  | 11 | 6  | 1 | 4 | 268 | 304 | -36  | 31  |
| 6    | RC The Bassets   | 11 | 5  | 0 | 6 | 212 | 203 | +9   | 26  |
| 7    | RC Waterland     | 11 | 5  | 0 | 6 | 215 | 248 | -33  | 26  |
| 8    | RC The Dukes     | 11 | 5  | 0 | 6 | 246 | 233 | +13  | 25  |
| 9    | LRC DIOK         | 11 | 3  | 0 | 8 | 183 | 266 | -83  | 17  |
| 10   | Amstelveense RC  | 11 | 3  | 0 | 8 | 145 | 241 | -96  | 16  |
| 11   | ASRV Ascrum (P)  | 11 | 2  | 0 | 9 | 175 | 352 | -177 | 11  |
| 12   | RC The Hookers   | 11 | 2  | 0 | 9 | 146 | 408 | -262 | 10  |

|  | Qualifiés pour la poule finale (no 1, no 2, no 3, no 4, no 5, no 6). |
|  | T : tenant du titre 2016, P : promu 2016.                            |

Attribution des points : victoire sur tapis vert : 5, victoire : 4, match nul : 2, défaite : 0, forfait : -2 ; plus les bonus (offensif : 4 essais marqués ; défensif : défaite par 7 points d'écart ou moins).
Règle de classement : ?

## Deuxième phase

### Tournoi final

#### Classement
| Rang | Club            | J  | V | N | D  | Pm  | Pe  | Diff | Pts |
| ---- | --------------- | -- | - | - | -- | --- | --- | ---- | --- |
| 1    | RC Hilversum    | 10 | 9 | 0 | 1  | 429 | 113 | +316 | 51  |
| 2    | RC 't Gooi      | 10 | 8 | 0 | 2  | 341 | 217 | +124 | 42  |
| 3    | Castricumse RC  | 10 | 7 | 0 | 3  | 344 | 238 | +106 | 36  |
| 4    | Haagsche RC     | 10 | 4 | 0 | 6  | 351 | 245 | +106 | 28  |
| 5    | RC The Bassets  | 10 | 2 | 0 | 8  | 140 | 378 | -238 | 10  |
| 6    | EZRC Oemoemenoe | 10 | 0 | 0 | 10 | 141 | 555 | -414 | 2   |

|  | Finalistes (no 1, no 2). |

Attribution des points : victoire sur tapis vert : 5, victoire : 4, match nul : 2, défaite : 0, forfait : -2 ; plus les bonus (offensif : 4 essais marqués ; défensif : défaite par 7 points d'écart ou moins).
Règle de classement : ?

#### Finale
| 20 mai 2017 15 h 00 CET | RC Hilversum | 34 - 15 (-) | RC 't Gooi | NRCA Stadium, Amsterdam |
| 20 mai 2017 15 h 00 CET |              |             |            | NRCA Stadium, Amsterdam |
| 20 mai 2017 15 h 00 CET |              |             |            | NRCA Stadium, Amsterdam |

### Tournoi maintien-relégation

#### Classement
| Rang | Club            | J  | V | N | D | Pm  | Pe  | Diff | Pts |
| ---- | --------------- | -- | - | - | - | --- | --- | ---- | --- |
| 7    | LRC DIOK        | 10 | 7 | 1 | 2 | 233 | 120 | +113 | 37  |
| 8    | RC The Dukes    | 10 | 6 | 0 | 4 | 221 | 173 | +48  | 33  |
| 9    | ASRV Ascrum     | 10 | 5 | 0 | 5 | 181 | 170 | +11  | 28  |
| 10   | RC Waterland    | 10 | 4 | 1 | 5 | 175 | 230 | -55  | 27  |
| 11   | RC The Hookers  | 10 | 4 | 0 | 6 | 151 | 197 | -46  | 21  |
| 12   | Amstelveense RC | 10 | 3 | 0 | 7 | 175 | 246 | -71  | 17  |

|  | Finalistes (no 7, no 8). |
|  | Barragiste (no 11).      |

Attribution des points : victoire sur tapis vert : 5, victoire : 4, match nul : 2, défaite : 0, forfait : -2 ; plus les bonus (offensif : 4 essais marqués ; défensif : défaite par 7 points d'écart ou moins).
Règle de classement : ?

#### Finale
| 20 mai 2015 13 h 00 CET | LRC DIOK | 22 - 20 | RC The Dukes | NRCA Stadium, Amsterdam |
| 20 mai 2015 13 h 00 CET |          |         |              | NRCA Stadium, Amsterdam |
| 20 mai 2015 13 h 00 CET |          |         |              | NRCA Stadium, Amsterdam |

#### Barrage Promotion/Relégation
Le RC The Hookers se maintient, grâce à ses succès face au Rotterdamse Rugby Club.
| 14 mai 2015 14 h 30 CET | Rotterdam RC | 12 - 23 | RC The Hookers | Sportcomplex Duivensteijn Rotterdam, Rotterdam |
| 14 mai 2015 14 h 30 CET |              |         |                | Sportcomplex Duivensteijn Rotterdam, Rotterdam |
| 14 mai 2015 14 h 30 CET |              |         |                | Sportcomplex Duivensteijn Rotterdam, Rotterdam |

| 21 mai 2015 14 h 30 CET | RC The Hookers | 30 - 8 | Rotterdam RC | Hoek van Holland |
| 21 mai 2015 14 h 30 CET |                |        |              | Hoek van Holland |
| 21 mai 2015 14 h 30 CET |                |        |              | Hoek van Holland |